# Werner Haim (Bergsteiger)
Werner Haim (* 10. Oktober 1941 in Kainisch; † 16. März 2012 in Innsbruck) war ein österreichischer Bergsteiger. 

## Biographie
Bereits als Kind war Werner Haim begeistert vom Dachstein, den er als Handelslehrling in Schladming mehrfach bestieg. Nach seiner Lehre absolvierte er seinen Grundwehrdienst beim Bundesheer, schaffte anschließend die Unteroffiziersausbildung und schloss 1964 die Ausbildung zum Heeresberg- und Skiführer erfolgreich ab. Schon als Zugsführer war er Gründungsmitglied der Sektion Alpinismus des Heeressportvereines Absam, später Ehrenmitglied. Einer seiner Bergführerschüler war der spätere Militärkommandant von Vorarlberg, Ernst Konzett. 1970 schloss Haim zudem die Ausbildung zum staatlich geprüften zivilen Berg- und Skiführer ab. Weiters war er Fallschirmspringer und Flugrettungslehrer. Er erreichte den Dienstgrad Vizeleutnant, war verheiratet und Vater zweier Kinder. Sein Sohn ist der ehemalige Skisprung-Juniorenweltmeister Werner Haim.

## Bergsteigen
Haim begann 1957 mit dem Bergsteigen und gehörte in den 1960er und 70er Jahren, zu den besten Bergsteigern der Welt. Zu seinen bekanntesten Alpenfahrten gehörten die Große Zinne-Nordwand (Superdirettissima, 3. Begehung), die Rotwand-Westwand, der Grandes Jorasses-Walkerpfeiler, die Matterhorn-Nordwand, der Petit Dru-Südwestpfeiler (Bonattipfeiler), die Triolet-Nordwand, die Piz Badile-Nordostwand und die Westliche Zinne-Nordwand (Franzosenführe). 
Ihm gelangen darüber hinaus zahlreiche Erstbegehungen im Tiroler Berggebiet, unter anderem an der Hochiss-Nordwand, Fallbachkar-Nordwand, Speckkarspitze-Nordwand, Schlicker Seespitze-Ostwand, Kalkwand-Nordwand, Musterstein-Südwand, Solstein-Nordwand und die erste Wintergesamtüberschreitung der Kalkkögel.
Aufgrund seiner Erfahrung war er mehrmals Teilnehmer nationaler und internationaler Expeditionen, wie der österreichischen Peru-Anden-Expedition 1966 (Zweitbesteigung des Jirishanca), der Sigi-Löw-Gedächtnisexpedition zum Nanga Parbat 1970 (Erstbegehungsversuch über die Rupalwand), einer Rettungsexpedition zum Mount-Kenya-Massiv 1970 (Bergung des verunfallten Tiroler Arztes Gert Judmaier kurz unterhalb des Hauptgipfels), einer Rio de Janeiro-Expedition 1972 (Erstbesteigung der Zuckerhut-Nordwand), der ersten Europäischen Mount Everest Expedition 1972 (Erstbesteigungsversuch der Südwestwand), der Tiroler Brasilienexpedition 1974 (Erstbesteigung des Corcovado-Westpfeilers) und der Karl Golikow Gedächtnis-Expedition 1976 (Gescheiterter Versuch den Toni-Kinshofer-Weg bis zum Gipfel zu vollenden).
Im Juli 1985 verunglückte Haim in der Gamskar-Südwand und war seitdem querschnittsgelähmt und auf einen Rollstuhl angewiesen. Zuletzt lebte er in Absam. Er verfasste mehrere Bergbücher, darunter Mein Leben als Bergsteiger und im Rollstuhl sowie Klettern bis zum Sturz in’s Nichts.

## Ehrungen
- Goldene Verdienstmedaille des Landes Tirol
- Verdienstmedaille in Gold der Unteroffiziersgesellschaft (UOGT)
- Im Karwendel gibt es eine schwierige Kletterroute namens „Haim Werner Gedenkführe“